# Filfila
Filfila là một đô thị thuộc tỉnh Skikda, Algérie. Dân số thời điểm năm 2002 là 25.149 người.